# Přední pohon

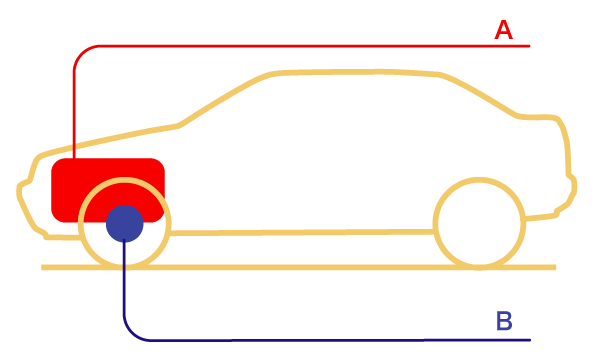
Schéma předního pohonu:
A - motor
B - hnaná náprava

Přední pohon nebo přední náhon nebo pohon přední nápravy je koncepce pohonu automobilů, u které je motor uložený vpředu a síla se přenáší na přední nápravu. Hnací soustava u předního pohonu může být uspořádána:
- S hnacím agregátem (motorem) uloženým podélně k ose vozidla,
- S hnacím agregátem uloženým příčně.

Vzhledem k příznivým konstrukčním a provozním výsledkům se pohon přední nápravy využívá prakticky jen s motorem uloženým napříč nad přední nápravou.

## Historie
Pohon přední nápravy je historicky nejmladší způsob pohonu automobilu. Je však v dnešní době značně rozšířený a využívá ho drtivá většina dnes vyráběných osobních automobilů s pohonem jedné nápravy. Poprvé byl přední náhon použit ve vozidle Citroën Traction Avant v roce 1932. Relativně pozdní nástup této koncepce pohonu způsobila potřeba konstrukce kloubových hřídelí, které by dokázaly přenášet hnací sílu i při zalomení do velkých úhlů. Z tohoto důvodu se zprvu dávala přednost klasické koncepci, a později zadnímu náhonu, které obě využívaly pohon zadní nápravy. Teprve v 60. letech 20. století uvedla firma Renault na trh model Renault 16, který měl prostřednictvím kloubových hřídelí poháněná kola přední nápravy, což způsobilo převrat v konstrukci automobilů a prakticky všichni výrobci v následujících letech přešli od pohonu zadních kol k pohonu předních kol. Hlavním faktorem, který způsobil tak masivní rozšíření tohoto pohonu bylo uložení motoru, které u klasické koncepce vyžadovalo použití kardanového hřídele. Ten zvyšoval hmotnost vozidla a omezoval variabilitu karosářských řešení vozidla.
V následujících letech využívaly pohon zadní nápravy u konstrukci osobních automobilů už jen některé automobilky střední a východní Evropy, protože v centrálně plánovaném hospodářství bylo velmi drahé a komplikované vyvinout jednoúčelový kloubový hřídel. Také některé špičkové automobilky ve vyvoji zadního pohonu pokračovaly, zejména pro jeho výhodné jízdní vlastnosti.

## Konstrukce
Pohon přední nápravy, vzhledem k faktu, že slouží i k řízení vozidla, vyžaduje použití kloubových hřídelí, které dokáží přenášet hnací sílu i při velkém zalomení rovnoměrně. Vedení kloubového hřídele od rozvodovky ke kolu vyžaduje volný prostor v těchto místech, což prakticky znemožňuje využití některých druhů náprav. Nejjednodušší používaná je náprava typu McPherson. Tato náprava má obvykle jen jedno rameno, takže nedosahuje nijak zvlášť vysoké tuhosti. Vyžaduje také montáž konstrukčně tuhých tlumičů, protože hmotnost vozidla spočívá přímo na tlumiči. Nízká tuhost nápravy způsobuje změnu geometrie nápravy při akceleraci a brzdění v důsledku velké deformace nosného ramene. Pokud není karoserie v místě uložení tlumičů dostatečně tuhá, dochází k ještě významnější změně geometrie. Náprava je rovněž velmi citlivá na nerovnosti na silnici a velmi snadno může dojít k odtržení kola při průjezdu jámy.
U této koncepce lze využít velmi jednoduché zadní nápravy. V minulosti se využívala tuhá zadní náprava svařená z trubek, kde rám nápravy působil jako příčný zkrutný stabilizátor. Taková náprava neměla prakticky žádné prvky ovlivňující její geometrii, ta tak byla plně v rukou výrobce.

## Vlastnosti
Mezi výhody předního pohonu patří:
- Celkově lehčí koncepce.
- Lepší směrová ovladatelnost vozidla při jízdě blátem, sněhem, pískem atd.
- Krátký řetězec přenosu síly z agregátu na kola
- Lepší využití zastavěného prostoru vozidla, včetně hladké podlahy vozu
- Dobrá směrová dynamika vozidla při normálních i zhoršených podmínkách.
- Dobré trakční vlastnosti při normálních podmínkách
- Umožňuje dosáhnout velký rozvor náprav
- Zadní náprava je jednoduchá
- Motor může být náporové chlazen a teplovodní topení kabiny je snadné

Mezi nevýhody vozidel s předním pohonem patří:
- Horší trakční vlastnosti při stoupání na kluzkém povrchu a pokud je zadní náprava příliš zatížena
- Komplikovaná přední náprava
- Ovlivnění citlivosti řízení tahem motoru (na přední kola je dvojí nárok - jednak řízení, jednak trakce/brzdění což může v mezních situacích vést snadněji ke ztrátě jednoho, druhého i obojího)
- Z předchozího vyplývá i vyšší opotřebení předních pneumatik, přenos vibrací do volantu a pro řidiče subjektivně nepříliš sportovní jízdní vlastnosti.
- Vyšší hladina hluku a vibrací vlivem tuhého uložení agregátu
- Vozidlo bývá zpravidla nedotáčivé (to je ale relativní, je-li méně zatížená přední naprava, má vozidlo sklon k nedotáčivosti, naopak je-li více zatížena přední náprava a odlehčena zadní náprava, může být vozidlo i výrazně přetáčivé.